# San Sebastiano (El Greco Palencia)
San Sebastiano o Il martirio di San Sebastiano è un dipinto a olio su tela (191x152 cm) realizzato tra il 1576 e il 1579 da El Greco e conservato nella Cattedrale di Palencia.

## Storia
La datazione e commissione dell'opera sono ignote, ma diversi critici d'arte datano il dipinto al primo decennio che El Greco trascorse in Spagna e, più precisamente, tra il 1576 il 1579. Il pittore firmò infatti l'opera in caratteri greci maiuscoli (sotto il ginocchio sinistro del santo), come era solito fare nei suoi primi anni in Spagna. Il committente probabilmente fu il prelato Diego de Castilla, che aveva commissionato ad El Greco le decorazioni per l'altare del Monasterio de Santo Domingo de Silos a Toledo, la prima commissione importante che l'artista aveva ricevuto in Spagna. Il critico Jesus San Martin Payo, invece, ha affermato che il proprietario originale fosse Don Juan Alonso de Cordoba e quindi San Sebastiano - e non Spoliazione di Cristo - sarebbe stata la prima opera che El Greco dipinse in Spagna. Tra gli altri possibili committenti sono stati proposti Luis de Castilla, il vescovo Zapata dé Cardenas, Francisco Reinoso o Bernardino de Mendoza, che donò al collegio di San Bernardo di Salamanca un dipinto grechiano di San Sebastiano in data compatibile con la realizzazione della tela di Palencia.

## Descrizione e stile

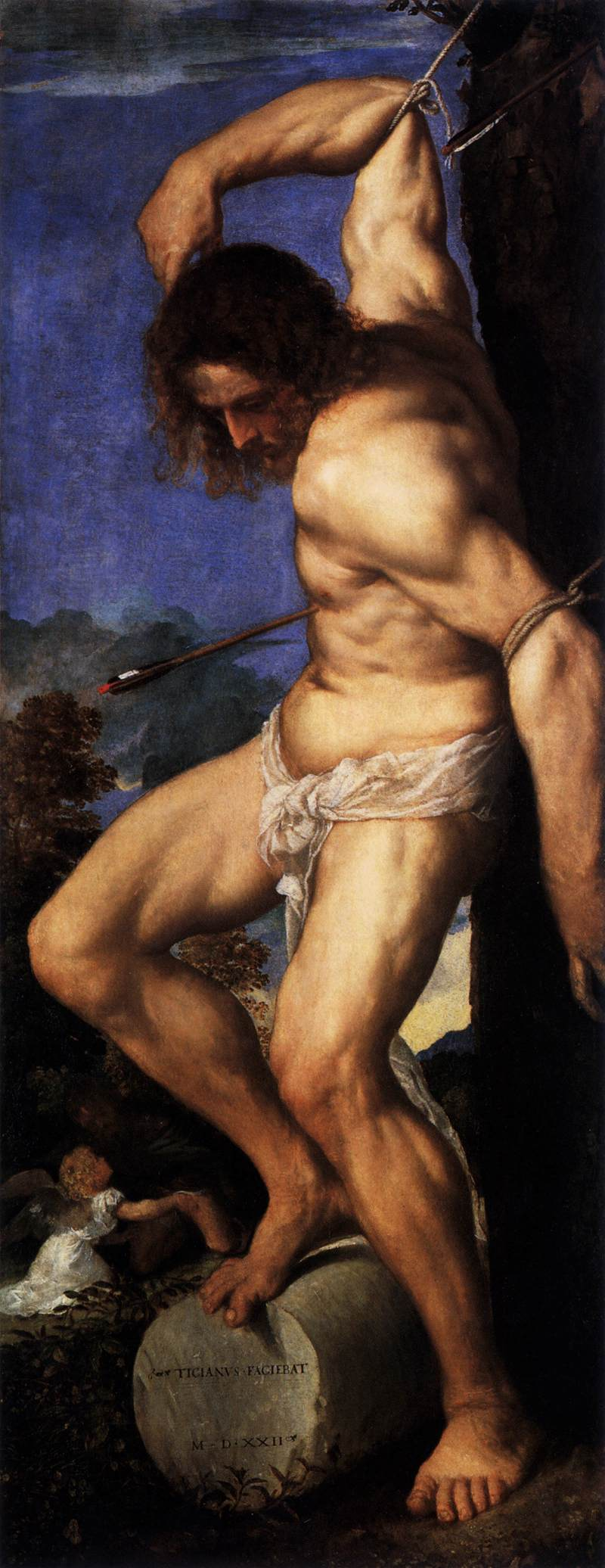
Scomparto di San Sebastiano nel Polittico Averoldi di Tiziano (1520-1522)

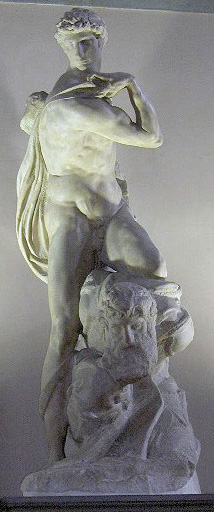
Genio della Vittoria di Michelangelo (1532-1534)

Come fa notare lo storico dell'arte Jonathan Brown, San Sebastiano è dipinto in uno stile tardo-rinascimentale che rivela quanto El Greco aveva appreso durante la sua educazione artistica in Italia. Il santo è raffigura in modo elegante e naturalistico: gli occhi sono rivolti verso l'altro, in atteggiamento che potrebbe essere sia di devozione che di rassegnazione davanti alla morte imminente. Mentre il corpo bianco del santo presenta una carnosa fisicità così diversa dalle opere successivi dell'artista, lo sfondo tempestoso dietro l'albero è appena accennato.
Per quanto la rappresentazione del santo legato all'albero sia molto tradizionale, il dipinto presenta anche significative differenze con altre opere analoghe o la seconda tela che lo stesso El Greco avrebbe dedicato al santo oltre trent'anni dopo. Invece di dipingere Sebastiano in posizione eretta, il martire di El Greco è inginocchiato su una roccia, su cui si può vedere la firma dell'artista.
Si ritiene che questa postura inusuale sia un riferimento a un'opera di Michelangelo anche se, come fa notare Andrew Casper, i critici dibattono su quale sia quest'opera. Secondo alcuni studiosi l'opera che ispirò la postura del santo nel dipinto sarebbe la scultura marmorea Genio della Vittoria; secondo George A. Rodetis il San Sebastiano sarebbe ispirato alla Punizione di Aman come dipinta da Michelangelo sulla volta della Cappella Sistina. Tuttavia, il fatto che El Greco avrebbe usato un'opera michelangiolesca come modello stilistico non è universalmente accettata dagli storici dell'arte, visto che nel corso della sua vita l'artista fece diversi commenti poco lusinghieri sul Buonarroti, delle cui abilità pittoriche El Greco era particolarmente critico. Alcuni studiosi però negano che ciò invalidi la possibilità che El Greco si sia ispirato a Michelangelo per la postura del suo San Sebastiano, affermando infatti che il pittore greco avrebbe potuto nutrire una segreta ammirazione per Michelangelo o, in alternativa, abbia voluto mostrare la superiorità della pittura su tela rispetto all'affresco. Palma Martínez-Burgos García paragona la postura del Sebastiano grechiano al San Bartolomeo del Giudizio universale michelangiolesco, notando la possibile influenza del Laocoonte, il gruppo scultoreo ellenistico che El Greco ebbe modo di osservare a Roma. Altri critici spiegano l'influenza michelangiolesca sull'opera di El Greco sostenendo che il dipinto sarebbe una risposta al fatto che Michelangelo credesse nella superiorità del disegno sul colore, mentre il pittore cretese credeva nell'esatto contrario.
Rodetis inoltre fa notare come possibile modello anche il San Sebastiano nel Polittico Averoldi di Tiziano, in cui il martire, come nel dipinto di El Greco, è legato all'albero con un braccio sopra le testa e con una camba piegata e appoggiata su una pietra (a forma cilindrica, probabilmente una colonnina rovesciata). Inoltre, come El Greco, anche Tiziano ha posto la sua firma sulla pietra su cui il santo scarica il proprio peso.